# جيمي تشادويك
جيمي تشادويك (مواليد 20 مايو 1998) هي سائقة سيارات بريطانية تشارك حالياً في دبليو سيريس.